# Davis Cup 1963
In 1963 werd het toernooi om de Davis Cup  voor de 52e keer gehouden. De Davis Cup is het meest prestigieuze tennistoernooi voor landen dat sinds 1900 elk jaar wordt georganiseerd.
De Verenigde Staten won voor de 19e keer de Davis Cup door in de finale Australië met 3-2 te verslaan.
De deelnemers strijden in drie verschillende regionale zones tegen elkaar. De winnaar van elke zone speelt het interzonaal toernooi. De winnaar daarvan speelt tegen de regerend kampioen om de Davis Cup.

## Finale
Australië -  Verenigde Staten 2-3 (Adelaide, Australië, 26-28 december)

## Interzonaal Toernooi
|  | halve finale 26-28 september | halve finale 26-28 september |  |                  | finale 2-4 november | finale 2-4 november |
|  |                              |                              |  |                  |                     |                     |
|  |                              |                              |  |                  |                     |                     |
|  | India                        |                              |  |                  |                     |                     |
|  | bye                          |                              |  |                  |                     |                     |
|  |                              |                              |  |                  | India               | 0                   |
|  |                              |                              |  | Verenigde Staten | 5                   |                     |
|  | Verenigd Koninkrijk          | 0                            |  |                  |                     |                     |
|  | Verenigde Staten             | 5                            |  |                  |                     |                     |

Eerst genoemd team speelt thuis

## België
België speelt in de Europese zone.
| datum      | tegenstander        | uitslag | locatie | groep   | ronde    | winst/verlies |
| ---------- | ------------------- | ------- | ------- | ------- | -------- | ------------- |
| 30-05-1963 | Verenigd Koninkrijk | 0-5     | thuis   | EUR udt | 2e ronde | v             |
| 05-05-1963 | Hongarije           | 3-2     | uit     | EUR udt | 1e ronde | w             |

België bereikte de tweede ronde van de Europese zone. Het werd daarin uitgeschakeld door het Verenigd Koninkrijk, dat later de finale van deze Europese zone bereikte.

## Nederland
Nederland speelt in de Europese zone.
| datum      | tegenstander          | uitslag | locatie | groep   | ronde    | winst/verlies |
| ---------- | --------------------- | ------- | ------- | ------- | -------- | ------------- |
| 05-05-1963 | Rhodesië en Nyasaland | 1-4     | thuis   | EUR udt | 1e ronde | v             |

Nederland werd al in de eerste ronde uitgeschakeld.
| niveau 1 | niveau 2 | niveau 3 | niveau 4 | niveau 5 |

Algemeen · Opzet · Finales · Winnaars 
 België ·  Nederland ·  Aruba ·  Nederlandse Antillen 

1900 · 1901 · 1902 · 1903 · 1904 · 1905 · 1906 · 1907 · 1908 · 1909 · 1910 · 1911 · 1912 · 1913 · 1914 · 1915 · 1916 · 1917 · 1918 · 1919 · 1920 · 1921 · 1922 · 1923 · 1924 · 1925 · 1926 · 1927 · 1928 · 1929 · 1930 · 1931 · 1932 · 1933 · 1934 · 1935 · 1936 · 1937 · 1938 · 1939 · 1940 · 1941 · 1942 · 1943 · 1944 · 1945 · 1946 · 1947 · 1948 · 1949 · 1950 · 1951 · 1952 · 1953 · 1954 · 1955 · 1956 · 1957 · 1958 · 1959 · 1960 · 1961 · 1962 · 1963 · 1964 · 1965 · 1966 · 1967 · 1968 · 1969 · 1970 · 1971 · 1972 · 1973 · 1974 · 1975 · 1976 · 1977 · 1978 · 1979 · 1980 · 1981 · 1982 · 1983 · 1984 · 1985 · 1986 · 1987 · 1988 · 1989 · 1990 · 1991 · 1992 · 1993 · 1994 · 1995 · 1996 · 1997 · 1998 · 1999 · 2000 · 2001 · 2002 · 2003 · 2004 · 2005 · 2006 · 2007 · 2008 · 2009 · 2010 · 2011 · 2012 · 2013 · 2014 · 2015 · 2016 · 2017 · 2018 · 2019 · 2020-2021 · 2022 · 2023 · 2024 · 2025